# 홍성국
홍성국(洪性國, 1963년 2월 24일~)은 대한민국의 금융인, 정치인이다. 제21대 국회의원이다.

## 경력
- 2000년 4월~2006년 3월 대우증권 투자분석부 부장
- 2006년 3월~2009년 6월 대우증권 리서치센터 센터장
- 2009년 6월~2011년 12월 대우증권 홀세일사업본부 본부장
- 2011년 12월~2014년 12월 대우증권 미래설계연구소 소장
- 2014년 12월~2016년 5월 KDB대우증권 대표이사 사장
- 2016년 5월~2016년 11월 미래에셋대우 대표이사 사장
- 2016년 12월~혜안리서치 대표
- 2020년 3월~2022년 10월: 더불어민주당 정책위원회 부의장
- 2020년 4월 15일: 대한민국 제21대 국회의원 선거 당선(세종특별자치시 갑, 더불어민주당, 초선)
- 2020년 5월~2024년 5월: 더불어민주당 세종특별자치시당 세종특별자치시 갑 지역위원회 위원장
- 2020년 5월~2021년 4월: 더불어민주당 원내부대표
- 2020년 8월~2021년 5월: 더불어민주당 경제대변인
- 2022년 8월~2024년 8월: 더불어민주당 세종특별자치시당 위원장
- 2022년 10월~2024년 5월: 더불어민주당 정책위원회 상임부의장
- 2023년 5월~2023년 9월: 더불어민주당 원내대변인(경제)
- 2023년 10월~2024년 5월: 더불어민주당 원내부대표
- 2023년 10월~2024년 5월: 더불어민주당 원내경제특보
- 2024년 9월~: 더불어민주당 국가경제자문회의 의장
- 2025년 2월~2025년 8월: 더불어민주당 최고위원
- 2025년 6월~2025년 8월: 국정기획위원회 경제1분과 위원

### 의정 활동
- 2020년 5월 30일~2024년 5월 29일: 제21대 국회의원(세종특별자치시 갑, 더불어민주당, 초선)
  - 2020년 6월~2022년 5월: 제21대 국회 전반기 정무위원회 위원
  - 2020년 6월~2021년 4월: 제21대 국회 전반기 국회운영위원회 위원
  - 2020년 7월~2024년 5월: 모빌리티 포럼 공동연구책임의원
  - 2022년 7월~2024년 1월: 제21대 국회 후반기 기획재정위원회 위원
  - 2022년 7월~2023년 5월: 제21대 국회 후반기 예산결산특별위원회 위원
  - 2023년 5월~2024년 5월: 제21대 국회 후반기 국회운영위원회 위원
  - 2024년 1월~2024년 5월: 제21대 국회 후반기 정무위원회 간사

## 학력
- 연서국민학교 전학
- 서울창동국민학교 졸업
- 서라벌중학교 졸업
- 고려대학교 사범대학 부속고등학교 졸업
- 서강대학교 사회과학대학 정치외교학 학사
- 동국대학교 행정대학원 행정학 석사

## 저서
- 《디플레이션 속으로》. 이콘. 2004년. ISBN 8989097274
- 《세계 경제의 그림자, 미국 (디플레이션 시대의 미국과 한국에 대한 미래학)》. 해냄출판사. 2005년. ISBN 9788973377176
- 《글로벌 위기 이후》. 이콘. 2008년. ISBN 9788990831606
- 《미래설계의 정석 (일본의 창으로 본 세계의 미래)》. 메디치미디어. 2014년. ISBN 9791157060184
- 《인재vs인재 (급변하는 미래를 돌파하는 4가지 역량)》. 메디치미디어. 2017년. ISBN 9791157060924
- 《수축사회 (성장 신화를 버려야 미래가 보인다)》. 메디치미디어. 2018년. ISBN 9791157061402
- 《힘의 역전》(공저). 메디치미디어. 2020년. ISBN 9791157061891

## 역대 선거 결과
| 실시년도 | 선거   | 대수 | 직책     | 선거구            | 정당         | 득표수    | 득표율          | 순위 | 당락 | 비고 |
| -------- | ------ | ---- | -------- | ----------------- | ------------ | --------- | --------------- | ---- | ---- | ---- |
| 2020년   | 총선   | 21대 | 국회의원 | 세종특별자치시 갑 | 더불어민주당 | 55,947 표 | \| \| 56.45% \| | 1위  |      | 초선 |
|          | 56.45% |      |          |                   |              |           |                 |      |      |      |

## 소속 정당
| 소속 정당 | 소속 정당    | 소속 기간 | 비고      |
| --------- | ------------ | --------- | --------- |
|           | 더불어민주당 | 2020~현재 | 정계 입문 |

## 같이 보기
- 세종특별자치시 갑
- 세종특별자치시의 국회의원